# Eagle-Gletscher (Juneau)
Der Eagle-Gletscher ist ein Gletscher im Panhandle von Alaska (USA). Er befindet sich 37 km nordnordwestlich von Juneau, der Hauptstadt Alaskas. 
Der im Tongass National Forest in den Boundary Ranges gelegene Talgletscher besitzt eine Länge von 12 km. Das Nährgebiet des Gletschers befindet sich auf einer Höhe von 1200 m. Unterhalb der Vereinigung seiner beiden Quellgletscher strömt der Eagle-Gletscher in südsüdwestlicher Richtung und endet an einem namenlosen Gletscherrandsee. Dieser wird vom etwa 7 km langen Eagle River zum Favorite Channel hin entwässert. Südlich vom Eagle-Gletscher befindet sich der Herbert-Gletscher sowie der Mendenhall-Gletscher.